# They Came to Rob Hong Kong
Pour plus de détails, voir Fiche technique et Distribution.
They Came to Rob Hong Kong (八寶奇兵, Ba bo qin bing, littéralement : « Les Huit trésors ») est une comédie d'action hongkongaise co-produite et réalisée par Clarence Fok (en) et sortie en 1989 à Hong Kong.
Elle totalise 8 033 844 HK$ de recettes au box-office.

## Synopsis
Mao Yiu-tung (Roy Cheung), un criminel de Hong Kong, échappe à une équipe de policières dirigée par Shang (Kara Hui) et fuit en Chine continentale. Il recrute sur place une équipe qui l'accompagnera dans son retour à Hong Kong pour dévaliser une banque. L'équipe est composée de deux docteurs, Ken (Eric Tsang) et Yuen (Stanley Fung), un chanteur du nom de Leslie Cheung (Liu Wai-hung (en)), un danseur et artiste martial nommé Bruce Hung (Chin Siu-ho), et deux policiers, Sherlock False (Dean Shek) et Monroe (Sandra Ng). Jenny (Chingmy Yau), qui leur enseigne comme fonctionne la société hongkongaise ainsi que la géographie de la ville, encadre l'équipe.

## Fiche technique
- Titre original : 八寶奇兵
- Titre international : They Came to Rob Hong Kong
- Réalisation : Clarence Fok (en)
- Scénario : Dean Shek
- Photographie : Ardy Lam
- Montage : Wong Ming-lam
- Musique : Lowell Lo
- Production : Clarence Fok (en) et Catherine Lau
- Société de production : Cinema City
- Société de distribution : Cinema City
- Pays de production :  Hong Kong
- Langue originale : cantonais
- Format : couleur
- Genre : comédie d'action
- Durée : 99 minutes
- Dates de sortie :
  - Hong Kong : 23 février 1989

## Distribution
- Dean Shek : Sherlock False
- Chingmy Yau : Jenny Tung
- Roy Cheung : Mao Yiu-tung
- Sandra Ng : Monroe
- Eric Tsang : Ken
- Stanley Fung : Yuen
- Liu Wai-hung (en) : Leslie Cheung
- Chin Siu-ho : Bruce Hung
- Kara Hui : le commissaire Shang
- Charlie Cho (en)  : Biggy
- Ann Bridgewater : une policière
- Yammie Lam : une policière
- Elaine Jin : la conseillère Chu
- Shing Fui-on : Dean
- Wellson Chin : le patron du sauna
- Ann Mui (en) : l'inspectrice May
- Chan King : Rooster
- Chan Fai-hung : un informateur de la police
- Yeung Hung : un homme de Tung
- Lau Tin-yue
- Jameson Lam : un homme de Dean
- Yeung Jing-jing : la fille de Mao
- Michelle Sze-ma
- Cheung Choi-mei : une policière
- Law Shu-kei : le supérieur de False
- Tin Kai-man (en) : un homme de Rooster